# Kamscheid
Kamscheid ist ein Weiler in Halver im Märkischen Kreis im nordrhein-westfälischen Regierungsbezirk Arnsberg in Deutschland.

## Lage und Beschreibung
Kamscheid liegt auf 370 Meter über Normalhöhennull im nordwestlichen Halver nahe der durch den Bosseler Bach gebildeten Stadtgrenze zu Breckerfeld. Am Ort fließt der Sparenbach vorbei, ein Zufluss der Ennepe-Vorsperre der Ennepetalsperre.
Kamscheid ist für Straßenfahrzeuge ausschließlich über eine Stichstraße zu erreichen, die zwischen Niedervahlefeld und Kreisch von einer Nebenstraße der Landesstraße L528 abzweigt und die auch Dörnen anbindet. Weitere Nachbarorte sind Oberbuschhausen und Osenberg.
Nördlich von Kamscheid befindet sich eine Windkraftanlage.

## Geschichte
Kamscheid wurde erstmals 900 urkundlich erwähnt, die Entstehungszeit der Siedlung wird aber für den Zeitraum zwischen 630 und 700 in der Zeit der zweiten sächsischen Landnahme vermutet. Somit ist Kamscheid eine der früheren Siedlungen in Halver.
1818 lebten 36 Einwohner in Kamscheid. Laut der Ortschafts- und Entfernungs-Tabelle des Regierungs-Bezirks Arnsberg wurde der Ort als Hof kategorisiert und besaß 1838 eine Einwohnerzahl von 47, allesamt evangelischen Glaubens. Der Ort war zu dieser Zeit Titularort der Kamscheider Bauerschaft innerhalb der Bürgermeisterei Halver an und besaß neun Wohnhäuser, zwei Fabriken bzw. Mühlen und neun landwirtschaftliche Gebäude.
Das Gemeindelexikon für die Provinz Westfalen von 1887 gibt für Kamscheid eine Zahl von 69 Einwohnern an, die in elf Wohnhäusern lebten.